# El Jorobado de París, 20 años
El Jorobado de París, 20 años es la reposición por la conmemoración de los 20 años de la versión musical para teatro basado en la novela de Victor Hugo Nuestra Señora de París. Cuenta con libro y letras de Pepe Cibrián Campoy y música original y orquestaciones de Ángel Mahler. Originalmente fue estrenada en el Estadio Luna Park en 1993 con gran elenco, se realizó una nueva versión en 1995 también en el Estadio Luna Park, salió en gira por Argentina en 1999 y se la reestrenó en 2006 en el Teatro Ópera de Buenos Aires; en 2007 en el Teatro Cervantes y en 2013, en conmemoración de los 20 años de su estreno, en el Teatro Presidente Alvear.

## Sinopsis
En este musical, Pepe Cibrián Campoy y Angel Mahler trataron de plasmar la libertad del hombre más allá de su belleza exterior, y de esto habla, de un ser que siendo marginado por el mundo que lo rodea, encuentra la paz a través del amor más puro, el amor incondicional, aquel que no pide nada a cambio, aún a costa de ofrecer su propia vida.
En esta obra hay dos mundos, uno pasional y brutal, desenfrenado ante sus propios y contrastantes deseos, representado en el personaje de Claudio Frollo, Archidiácono de París y Príncipe de la Iglesia, que cae abrumado ante la belleza de Esmeralda. Otro festivo y no por eso menos comprometido, depositado en Magot y Filipón, Reyes de la Corte de los Milagros, mundo subterráneo y peligroso.
La poesía en Pierre, la emoción en La Paquette, y la ternura inconmensurable de Quasimodo, el Jorobado de París. Si hablamos de protagonistas todos lo son, cada uno de ellos define un algo de la obra, que es necesario para el otro. Y es así que este musical pretende ser una experiencia inolvidable y pasional.

## Elenco
- Quasimodo : Nacho Mintz
- Claudio Frollo : Diego Duarte Conde
- Esmeralda : Florencia Spinelli
- La Paquette : Adriana Rolla
- Pierre : Mauro Murcia
- Filipón : Nicolás Bertolotto
- Magot : Manuela Perín
- Febo : Ramiro Moreno
- Truhán : Diego Cáceres
- Elenco: Cristian Irrute / Erica Nuñez / Magalí Saisi / Mara Del Federico / Miguel Gómez Vicari

## Personal
- Libro y Letras: Pepe Cibrián Campoy
- Música Original - Orquestaciones: Ángel Mahler
- Dirección Musical: Damián Mahler
- Diseño de Luces: Pepe Cibrián Campoy - Carlos R. Gaber
- Diseño Escenográfico: Osvaldo Mahler - Luis Blanco - Damián Demattei
- Diseño de Vestuario: Alfredo Miranda
- Diseño de Sonido: Osvaldo Mahler
- Arreglos Corales y Dirección: Carlos Di Palma
- Repositor de Puesta y Coreografía: Nicolás Bertolotto
- Coordinación de Puesta y General: Federico Brunetti
- Producción Ejecutiva: Liliana Mahler - Julieta Kalik - Ángel Mahler
- Producción General: Julieta Kalik - Ángel Mahler para La Crypta S.A.
- Producción Asociada: Complejo Teatral de Buenos Aires
- Dirección General: Pepe Cibrián Campoy
- Asistente Flotante: Maxi Perugino
- Realización Escenográfica: Luis Blanco - Damián Demattei
- Restauración de Zapatos: Julio Dozo
- Realización y Restauración de Utilería: Martina Urtubey
- Realización de Quasimodo Bebé: Luis Blanco
- Sonido: Mahler Ingeniería en Audio
- Operador Adjunto de Sonido: Luciano Ricardi
- Realización y Operación de Vueli: Walter Costa
- Diseño Gráfico: Fernando Eiras - Emanuel Mahler
- Prensa y Difusión: Patricia Brañeiro
- Asistente de Prensa y Difusión: Natalia Rivara
- Asesoría Legal: Claudia Polotnianka
- Asesoramiento en Seguros: Alejandro Verge
- Asesoría Contable: Martarelli Asociados & Cía. - Mónica Traverso
- Fotografía: Nacho Lunadei
- Programación de Teclados: Ángel Mahler
- Programación de Percusión Electrónica: Angel Mahler - Daniel Cesano
- Edición de Partituras: Dolores Stabilini
- Coordinación de Orquesta: Guillermo Masutti

## Orquesta
- Dirección: Damián Mahler
- Piano: Damián Mahler - Hernán Matorra
- Teclados y Director Asistente: Hernán Matorra - Romy Terzo
- Violín y Viola: Dolores Stabilini - Soledad Grigera
- Flauta y Flauta Piccolo: Guadalupe Planes - Gabriel Romero
- Oboe y Corno Inglés: Lis Rigoni -  Alejandro Lago
- Corno: Martcho Mavrov - Margarete Menguel
- Trompeta: Miguel Tallarita - Alejandro Martín
- Trombón: Oso López - Billy Menguel
- Batería: Daniel Cesano
- Percusión: Guillermo Masutti - Marcelo Vignolo